# Give Me All Your Love
Give Me All Your Love è una canzone del gruppo musicale britannico Whitesnake, proveniente dall'album Whitesnake del 1987. È stata pubblicata come quinto e ultimo singolo estratto dall'album nel 1988. Ha raggiunto la posizione numero 48 della Billboard Hot 100 e la numero 22 della Mainstream Rock Songs negli Stati Uniti, mentre ha raggiunto la posizione numero 18 della Official Singles Chart nel Regno Unito.
La canzone è stata scritta dal cantante David Coverdale assieme al chitarrista John Sykes, ed è stata per anni un punto fermo nelle scalette dei concerti degli Whitesnake, anche dopo l'abbandono di Sykes.
La versione pubblicata come singolo differisce leggermente da quella inserita nell'album, in quanto presenta una durata più breve e include un nuovo assolo di chitarra registrato dal nuovo membro Vivian Campbell, che nel frattempo aveva preso il posto di John Sykes nella band. Questa versione è nota come "Give Me All Your Love ('88 Mix)" ed è quella utilizzata nel video musicale della canzone.

## Video musicale
Il video musicale di Give Me All Your Love inizia mostrando gli Whitesnake in volo verso l'arena dove terranno un concerto e il loro successivo arrivo nel backstage. Il resto del filmato riprende il gruppo mentre esegue la canzone sul palco. Questo video musicale differisce in grande parte dagli altri estratti dall'album Whitesnake, in quanto è stato realizzato a basso budget e non prevede la partecipazione dell'allora fidanzata di David Coverdale, l'attrice Tawny Kitaen.

## Tracce
45 giri
1. Give Me All Your Love ('88 Mix) – 3:14 (David Coverdale, John Sykes)
2. Straight for the Heart – 3:39 (Coverdale, Sykes)

Maxi singolo
1. Give Me All Your Love – 3:31 (Coverdale, Sykes)
2. Fool for Your Loving – 4:18 (Coverdale, Bernie Marsden, Micky Moody)
3. Don't Break My Heart Again – 4:11 (Coverdale, Sykes)
4. Here I Go Again (USA Single remix) – 4:30 (Coverdale, Bernie Marsden)

## Formazione
- David Coverdale – voce
- John Sykes – chitarre, cori
- Neil Murray – basso
- Aynsley Dunbar – batteria

### Ospiti speciali
- Don Airey – tastiere
- Bill Cuomo – tastiere
- Vivian Campbell – assolo di chitarra nella versione '88 Mix

## Classifiche
| Classifica (1988)             | Posizione massima |
| ----------------------------- | ----------------- |
| Irlanda                       | 10                |
| Nuova Zelanda                 | 49                |
| Regno Unito                   | 18                |
| Stati Uniti                   | 48                |
| Stati Uniti (mainstream rock) | 22                |